# Francesco di Valdambrino

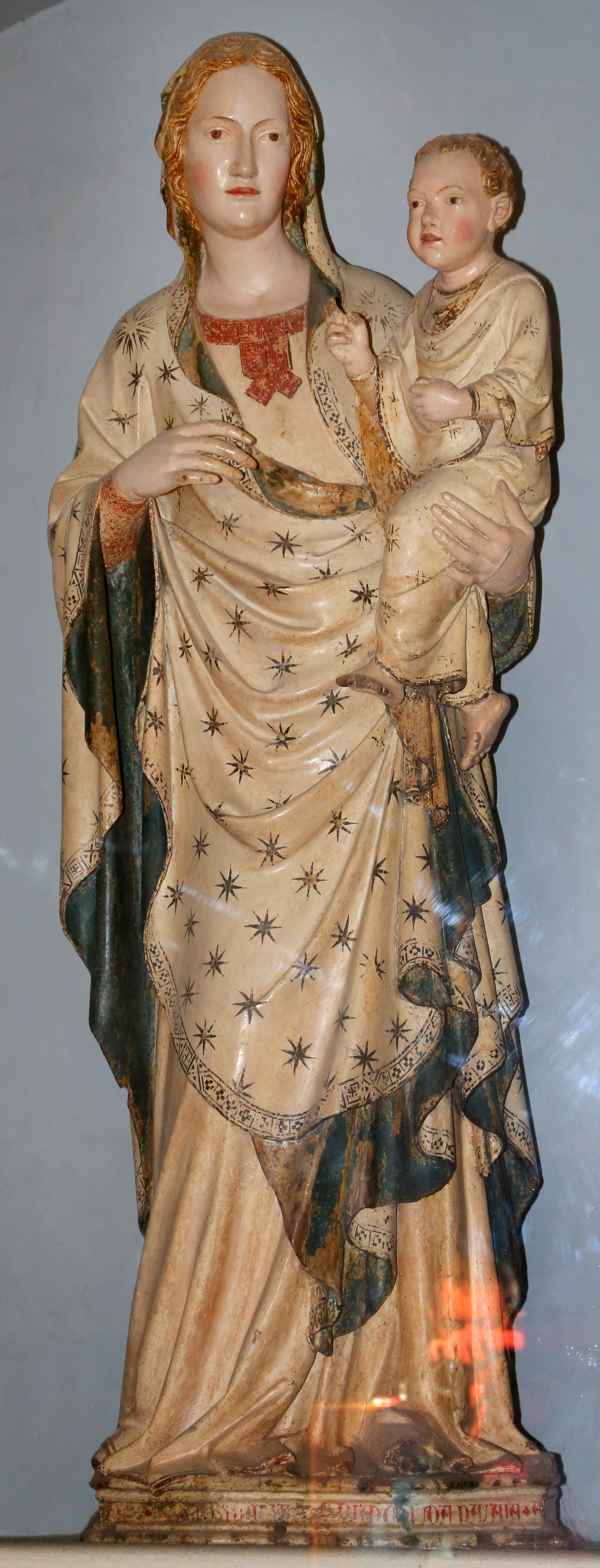
Madonna di Palaia, Sant’Andrea, Palaia

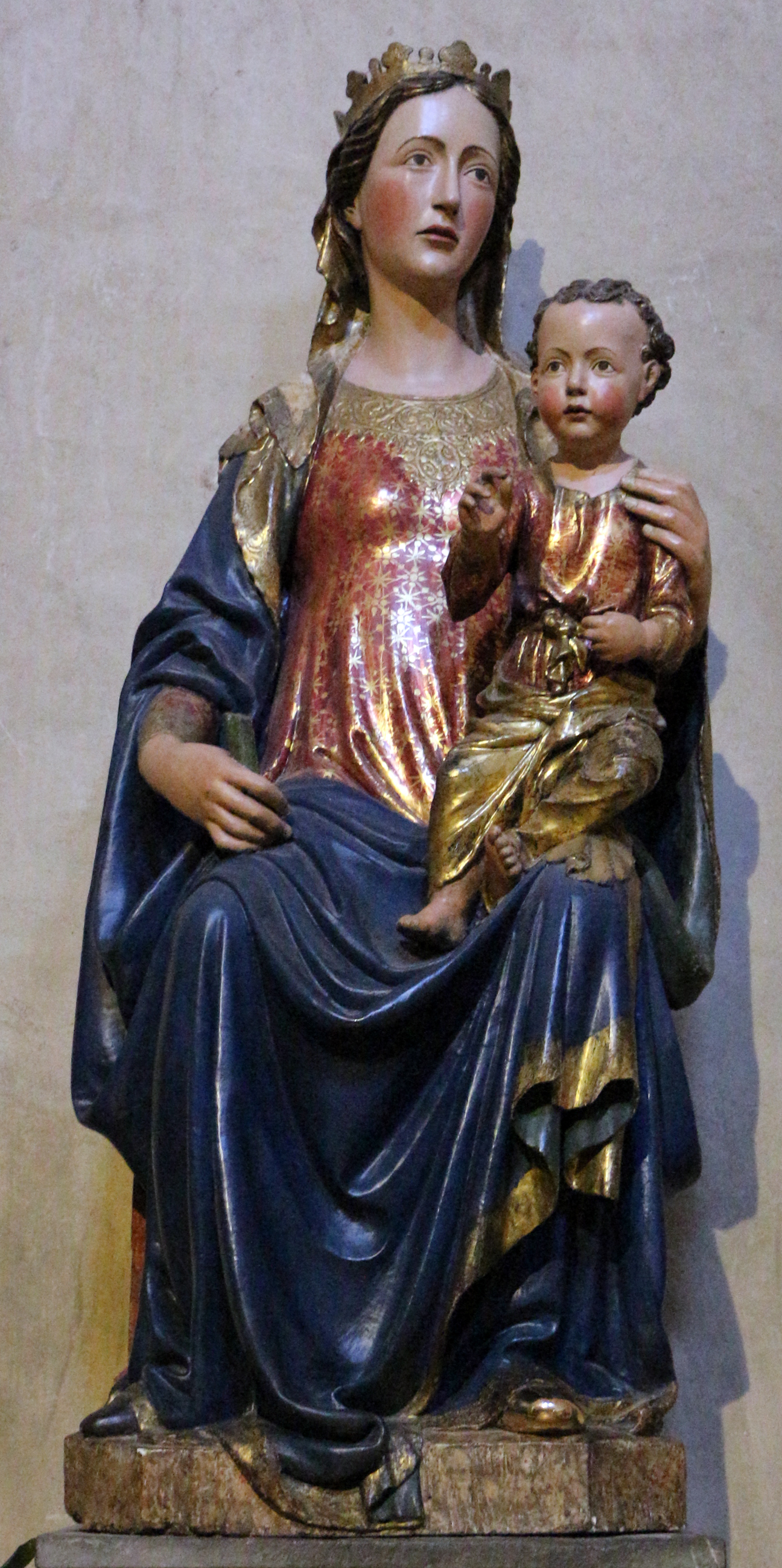
Madonna dei Chierici, Dom von Volterra

Francesco di Valdambrino (geboren etwa 1378; gestorben 1435 in Siena) war ein italienischer Bildhauer und Bildschnitzer der Schule von Siena in der Frührenaissance.

## Leben
Sein Vater war Domenico Valdambrino. Der Name Valdambrino ist auf das Herkunftsgebiet des Vaters zurückzuführen, der aus dem Ambratal stammte. Francesco lebte und arbeitete in Siena und nur von 1406 bis 1408 in Lucca.

## Hauptwerke
Im Jahr 1401 nahm er an dem Wettbewerb zur Gestaltung für die zweite Bronzetür des Baptisteriums San Giovanni in Florenz teil, den Ghiberti gewann.
Er ist insbesondere bekannt für seine Holzskulpturen. Zu den gesicherten Werken gehören
- Madonna mit Kind (1403) in der Kirche Sant’Andrea in Palaia
- Madonna dei Chierici, Dom von Volterra
- Heiliger Nikolaus von Tolentino (1407) in Santa Maria Corteorlandini (jetzt im Museo Nazionale di Villa Guinigi) in Lucca
- drei Büsten von Stadtheiligen Sienas (1409) im Museo dell’Opera del Duomo in Siena
- thronender Petrus im Museo Civico e Diocesano d’Arte Sacra in Montalcino von 1423.[3]
- Heiliger Antonius Abbas aus der zerstörten Kirche Sant’Antonio in Fontebranda, die jetzt in der Basilica di San Domenico in Siena (fünfte Kapelle des Querschiffs) steht, wird dem Künstler überzeugend zugeschrieben.

Er half Jacopo della Quercia bei der Gestaltung des Brunnens Fonte Gaia an der Piazza del Campo in Siena.